# 450年代
450年代（よんひゃくごじゅうねんだい）は、西暦（ユリウス暦）450年から459年までの10年間を指す十年紀。